# Microcharmus jussarae
Espèce
Microcharmus jussarae est une espèce de scorpions de la famille des Buthidae.

## Distribution
Cette espèce est endémique de Nosy Be dans la région Diana à Madagascar,.

## Systématique et taxinomie
Cette espèce a été décrite par Lourenço en 1996.

## Étymologie
Cette espèce est nommée en l'honneur de Jussara Lourenço.

## Publication originale
- Lourenço, 1996 : « Scorpions (Chelicerata, Scorpiones). » Faune de Madagascar, vol. 87, p. 1-102 (texte intégral).